# Myndigheten för nätverk och samarbete inom högre utbildning
Myndigheten för nätverk och samarbete inom högre utbildning bildades 15 januari 2006. Myndigheten samordnade kurser vid svenska universitet och högskolor som ges över Internet under namnet Nätuniversitetet. Nätuniversitetet bedrev ingen egen utbildning. Däremot arbetade myndigheten med utveckling av IT-understödd undervisning och erfarenhetsutbyte mellan lärosäten. Myndigheten var förlagd till Härnösand och hette tidigare Myndigheten för Sveriges nätuniversitet. Därmed kan det också sägas att myndigheten var arvtagare till den numera avvecklade Distansutbildningsmyndigheten.
Namnbytet orsakades av att myndigheten fick ett utökat ansvar för breddad rekrytering till högskolan. I samband med att Rådet för högre utbildning vid Högskoleverket avvecklades 1 januari 2006 överfördes även uppgifter inom pedagogisk utveckling till myndigheten.
Generaldirektör för myndigheten var professor Madeleine Rohlin, som tillträdde 1 mars 2006. Styrelseordförande var professor Ingegerd Palmér, rektor vid Mälardalens högskola och tidigare rektor för Luleå tekniska universitet. Myndigheten avvecklades den 31 december 2008.